# Международный университет туризма и предпринимательства Таджикистана

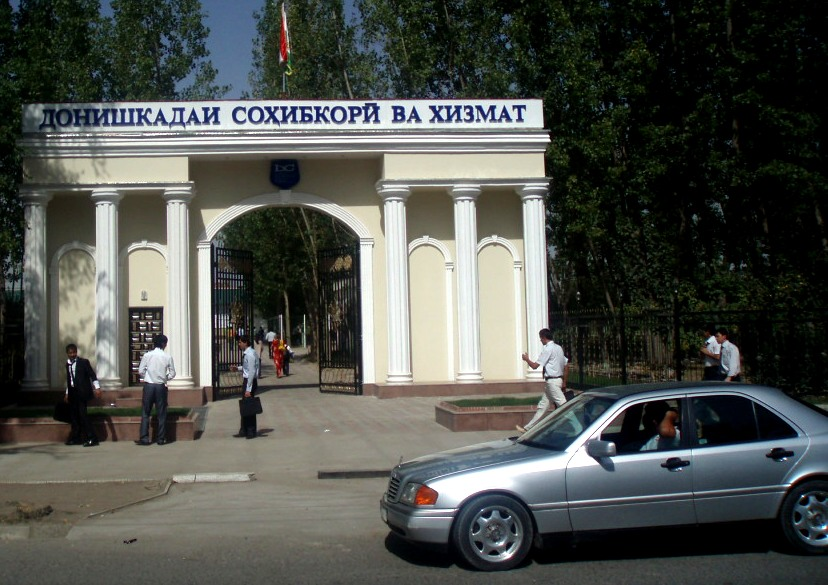
Главная арка Института предпринимательства и сервиса

Международный университет туризма и предпринимательства Таджикистана (тадж. Донишгоҳи байналмилалии сайёҳӣ ва соҳибкории Тоҷикистон) — высшее учебное заведение Республики Таджикистан. Расположен в Душанбе. Пользуется статусом государственного высшего учебного профессионального заведения (широкого профиля) Республики Таджикистан.

## История
Образован 29 июня 1991 года Постановлением Совета Министров СССР, как Институт бытового обслуживания. Начал работу 1 сентября 1991 года. С 1995 года — Институт предпринимательства и сервиса (ИПС). В 1991—1992 учебном году обучение студентов осуществлялось по 4 специальностям (всего 88 студентов) и имело 1 учебный корпус и 17 аудиторий. В 1995—1996 учебном году были образованы 2 факультета, 6 кафедр, где работали 23 штатных преподавателя. Количество студентов составляло: 756 чел. — дневное обучение и 753 чел. — заочное обучение.
В 2007—2008 учебном году впервые в учебный процесс ИПС была внедрена система кредитного обучения (американская система обучения) студентов. В следующем 2008—2009 учебном году подготовка студентов по всем специальностям была переведена на европейскую систему кредитного обучения (ECTS).
Институт осуществляет обучение на степень бакалавра — 4 учебных года и магистра наук — 2 учебных года. С 2006 года при ИПС функционирует аспирантура, которая осуществляет подготовку научных кадров по 3 экономическим специальностям. Согласно постановлению ВАК Министерства образования и науки Российской Федерации от 19 марта 2010 г. № 426—227 в ИПС образован Диссертационный совет по защите кандидатских диссертаций по 2 экономическим специальностям. С 1997 года ИПС издаёт научно-теоретический журнал «Паём» («Вестник»), с 2008 года — веб-сайт www.dsx.tj.
За прошедшие годы деятельностью ИПС руководили ректора:
- Умаров Хабибулло Умарович — 1991—2006 гг.,
- Вазиров Зокир — 2006—2008 гг.,
- Комилов Файзали Саъдуллоевич — 2008—2012 гг.,
- Кадыров Диловар Бахридинович — с 2012 по 2023 гг.[4],
- Асрорзода Убайдулло — с 2023 г.

В настоящее время ИПС имеет: 4 учебных корпуса, 72 аудитории, 3 учебных центра — информационно — коммуникационный, регистрации и информации, туризма и гостеприимства, научную и электронную библиотеки, издательство, спортивный зал и площадку, службы сервиса и здравоохранения. Обучение студентов в вузе осуществляется по 14 специальностям и 20 специализациям. На 2012 год количество студентов составляло более 3000 студентов, преподавателей — около 200 чел.

## Факультеты
В структуру университета входят 3 факультета:
- «Финансовый сервис и таможня»;
- «Предпринимательство и бизнес»;
- «Бухгалтерский учёт и туризм».

## Участие в международных организациях
Институт является членом международных организаций и ассоциаций:
- член Международной Академии наук высших учебных заведений;
- член Среднеазиатской информационной сети «EDNET»;
- член Таджикской ассоциации пользователей академическими, исследовательскими и образовательными сетями «TARENA»;
- член Университета ШОС в области информационно-коммуникационной технологии от Республики Таджикистан;
- член Всемирной туристской организации (WTO).